# Siam Di Tella

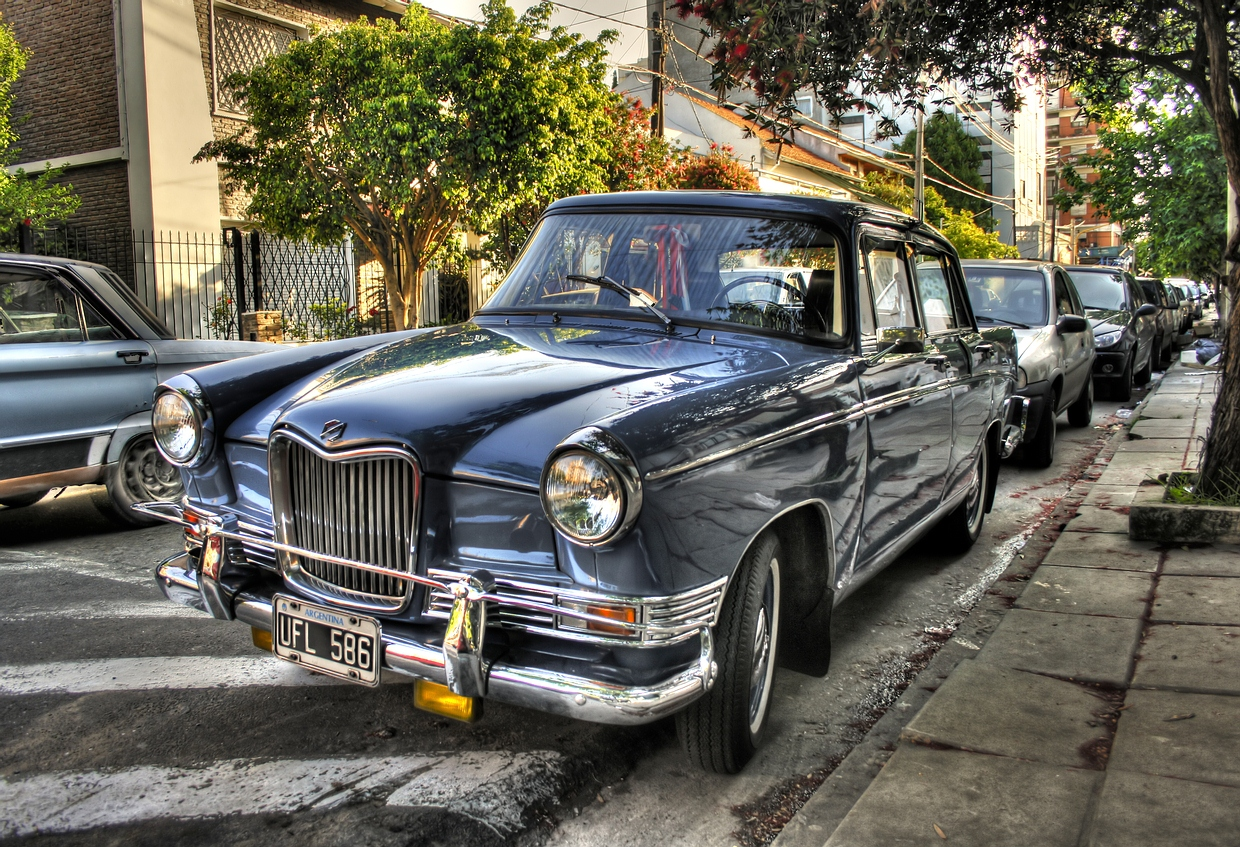
En argentinsk Siam di Tella 1500 från 1960-talet

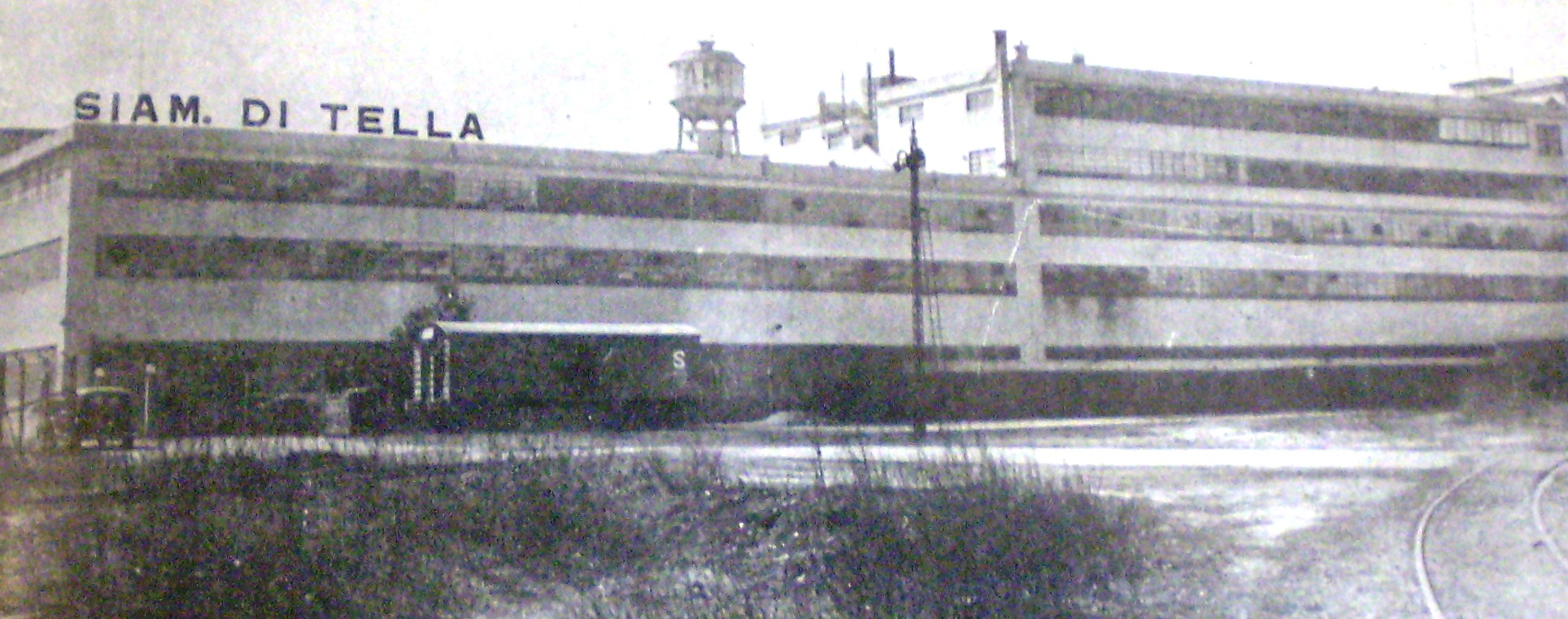
Siam Di Tellas fabrik i Avellaneda 1966.

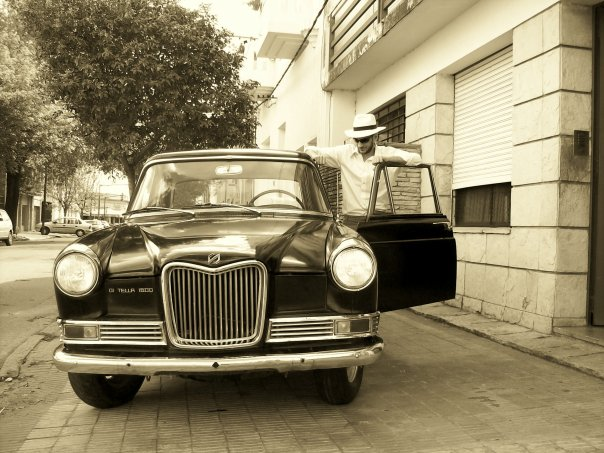
Fronten på en argentinsk Siam di Tella 1500 i Buenos Aires 2009.

Siam di Tella var ett argentinskt företag grundat 1911 och nedlagt 1994. Siam är en förkortning för Sección Industrial Amasadoras Mecánicas och företaget producerade bland annat vitvaror och under efterkrigstiden även motorfordon.

## Historia
Företaget grundade 1911 av den italienska emigranten Torcuato di Tella och började sin verksamhet med att producera bakmaskiner vilket det fanns en stor efterfråga på från lokala bagerier under 1920-talet. Tellas vänskap med chefen för det nyetablerade statliga oljebolaget YPF hjälpte företaget att få kontrakt på att producera bensinpumpar och företaget växte till ett av de största argentinska industriföretagen.
Under 1930-talet förlorade Tella kontrakten med YPF och tvingades att ställa om produktionen. Istället inriktade sig företaget på maskiner till industrin och hushållsapparater, speciellt kylskåp, och blev det största inhemska industrikoncernen i Latinamerika. Efter Torcuato di Tella död 1948 tecknade företaget ett licensavtal med den italienska skotertillverkaren Lambretta och började att tillverka skotrar under varumärket Siambretta.
Företaget var mer inriktad på att tillverka på licens än på egna produkter. Förutom åt Lambretta tillverkade SIAM bland annat på licens för företag som Electrolux och Hoover. En tradition som redan grundaren, di Tella, hade startat. Redan under hans tid producerades bland annat isboxar, och bensinpumparna, på licens från amerikanska företag. För att underlätta kontakterna med brittiska och amerikanska företag anställdes den unge Guy Clutterbuck, son till en brittisk emigrant, i början av 1920-talet och denne efterträdde grundaren som chef för SIAM. Clutterbuck beskrevs av Time 1963 som den kanske mest betydelsefulla affärsmannen söder om São Paulo.
På 1960-talet engagerade sig företag i fordonstillverkning och tecknade ett licensavtal med British Motor Corporation vilket resulterade i Siam di Tella 1500, en personbil som baserades på BMC ADO9. Bilproduktionen startade 1962. Siam di Tella 1500 blev mycket populär som taxi i Buenos Aires. Modellen följdes av kombimodellen Traveller och pickupen Argentina. Produktionen av fordon lades ned 1966 efter ökad konkurrens från de amerikanska och europeiska bilföretagens dotterbolag i Argentina. Totalt producerades omkring 28000 fordon.
Misslyckandet med fordonstillverkningen fick negativa konsekvenser för företaget med ökade skulder till staten som betalades med egna aktier. Efter militärkuppen 1976 infördes en ekonomisk liberalisering och en friare handelspolitik vilket påverkade företaget negativt. Under resten av 1970-talet och de ekonomiska kriserna under 1980-talet fortsatte nedgången, och företaget var oförmöget att konkurrera med billigare importerade varor.

## SIAM di Tella División electromecánica
I slutet av 1960-talet undertecknade den elektromekaniska delen av SIAM två kontrakt, vilket skulle göra det möjligt att producera tunga maskiner i landet. Den första, med det amerikanska företaget WABCO (Westinghouse Air Brake CO), för produktion av tre modeller av WABCO-motorgrävare på Monte Chingolo-fabriken: dessa var 440,  444  och 660 
Detta kontrakt var i kraft fram till mitten av 80-talet, där SADE (Sociedad Argentina de Electrificación) sedan 1984 tog över produktionen av 130 H  och 160 H  motorväghyvlar under SIAM SADE-märket fram till årtiondet 90.
Den andra var med International Harvester, för framställning av frontlastaren IH Payloader H60B,  som förlängdes till slutet av 1970-talet.